# Stazione di Seijōgakuen-mae
La stazione di Seijōgakuen-mae (成城学園前駅?, Seijōgakuen-mae-eki) 14  è una stazione ferroviaria di Tokyo che si trova a Setagaya servente la linea Odakyū Odawara delle Ferrovie Odakyū.

## Linee
Ferrovie Odakyū
● Linea Odakyū Odawara

## Struttura
La stazione, che si trova su una tratta a quattro binari, dispone di due marciapiedi a isola con quattro binari centrali passanti sotterranei. I due centrali (2 e 3) sono anche utilizzati dai treni in corsa che non fermano qui.
| 1-2 | ● Linea Odakyū Odawara | per Machida, Hon-Atsugi, Odawara, Hakone-Yumoto, Karakida e Katase-Enoshima |
| 3-4 | ● Linea Odakyū Odawara | per Shinjuku e linea Chiyoda                                                |

## Stazioni adiacenti
| «                                 | Servizio                        | »                    |
| Linea Odakyū Odawara              | Linea Odakyū Odawara            | Linea Odakyū Odawara |
| --------------------------------- | ------------------------------- | -------------------- |
| Soshigaya-Ōkura                   | Locale                          | Kitami               |
| Soshigaya-Ōkura                   | Semiespresso                    | Komae                |
| Kyōdō                             | Espresso Semiespresso pendolare | Noborito             |
| Shimo-Kitazawa                    | Espresso pendolare              | Mukōgaoka-Yūen       |
| Tutti gli altri treni non fermano |                                 |                      |